# Philippe Van Troeye
Philippe Van Troeye (1962) is een Belgisch bedrijfsleider.

## Levensloop
Philippe Van Troeye studeerde ingenieurswetenschappen aan de Faculté polytechnique de Mons en voltooide een managementprogramma aan het INSEAD in Frankrijk. Hij ging in 1986 bij Philips in Waver aan de slag.
Hij maakte in 1988 de overstap naar Ebes (vanaf 1990 Electrabel, vanaf 2015 Engie Electrabel), waar hij verschillende functies in de stroomopwekking en het management bekleedde. In januari 2014 volgde hij Sophie Dutordoir als CEO van Electrabel op. In mei 2021 werd hij CEO van Engie-dochteronderneming Tractebel. Thierry Saegeman volgde hem bij Engie Electrabel op. Van Troeye werkte van 2012 tot 201 ook voor moedermaatschappij GDF Suez (vanaf 2015 Engie) als uitvoerend vicevoorzitter en CEO van Engie Benelux.